# Instant Karma! (We All Shine On)/Who Has Seen the Wind?
Instant Karma! (We All Shine On)/Who Has Seen The Wind? è il primo singolo discografico di John Lennon e Yōko Ono, pubblicato nel 1970. Il primo brano è una delle tre composizioni di Lennon, insieme a Imagine e Give Peace a Chance, a figurare nella Rock and Roll Hall of Fame.

## Tracce
1. Instant Karma! – 3:18 (John Lennon)
2. Who Has Seen the Wind? – 2:02 (Yoko Ono)

## Descrizione
La prima canzone del disco venne registrata agli studi Abbey Road Studios di Londra il giorno stesso in cui fu composta, e uscì nei negozi appena dieci giorni dopo. Il brano venne prodotto da Phil Spector, e fu solo la prima delle tante composizioni soliste di ex Beatles a cui partecipò il celebre produttore discografico. Entusiasta del lavoro svolto da Spector sul sound del brano, Lennon si convinse ad affidargli la post-produzione dell'ultimo disco dei Beatles, il progetto Get Back, divenuto infine l'album Let It Be.
Il singolo venne pubblicato il 6 febbraio 1970 con sul lato B la composizione di Yoko Ono Who Has Seen the Wind? (che Lennon produsse), e raggiunse la posizione numero uno in Francia per quattro settimane, la numero tre in classifica negli Stati Uniti, la numero quattro in Austria, la numero cinque in Gran Bretagna, la numero sette nei Paesi Bassi ed in Germania e la numero nove in Svizzera e Norvegia. Fu il primo disco solista di un ex-Beatle a vendere oltre un milione di copie negli USA. Per promuovere il brano, John & Yoko apparvero anche alla trasmissione Top of the Pops per due volte, nella puntata del 12 febbraio 1970 e in quella del 19 febbraio, dove mentre Lennon eseguiva il brano al pianoforte, in una occasione la Ono se ne stava, provocatoriamente con gli occhi bendati, seduta su uno sgabello a lavorare a maglia, nella seconda apparizione, sempre bendata, mostrava di tanto in tanto qualche cartello con messaggi emblematici come "peace" (pace), "hope" (speranza) e "smile" (sorridi).

### Composizione
Il 27 gennaio 1970, due giorni dopo il suo ritorno in Gran Bretagna, Lennon si svegliò con in mente l'inizio di una nuova canzone ispirata ad una chiacchierata avuta con degli amici. Lavorandoci sul pianoforte di casa, Lennon sviluppò l'idea e creò una melodia per la composizione, che intitolò Instant Karma!
La canzone impiega una progressione d'accordi simile a quella dei brani Three Blind Mice e Some Other Guy (in una intervista data alla stazione radiofonica WPLJ di New York, Lennon arrivò a dire di aver letteralmente "rubato" l'introduzione di Instant Karma! da Some Other Guy), che Lennon aveva già utilizzato per All You Need Is Love nel 1967.
Lennon completò la stesura di Instant Karma! in un'ora. Poi chiamò al telefono George Harrison e Phil Spector, che si trovava a Londra dietro invito di Allen Klein. Secondo quanto affermato dallo stesso Lennon, egli disse a Spector: «Vieni subito alla Apple, ho appena scritto un mostro!»

### Significato
La canzone gira attorno al concetto di Karma, un termine complesso che descrive la legge di causa-effetto che regola la vita di tutto ciò che è manifesto nell'universo (sia l'attività o l'agire in sé sia l'insieme delle conseguenze delle azioni compiute da un individuo nelle vite precedenti). In questo contesto, rispettare il proprio karma, compiendo azioni giuste durante l'esistenza terrena, può essere interpretato come un manifesto del pacifismo lennoniano e dell'uguaglianza universale tra i popoli («We All Shine On, Tutti risplendiamo allo stesso modo») affermata da Lennon nella canzone.

## Formazione
- John Lennon: voce, pianoforte, chitarra acustica, cori
- George Harrison: chitarra elettrica, pianoforte, cori
- Klaus Voorman: basso, piano elettrico, cori
- Alan White: batteria, pianoforte, cori
- Billy Preston: organo, cori
- Yōko Ono: cori
- Mal Evans: tamburello, battiti di mani, cori
- Allen Klein: cori
- Avventori del vicino pub Hatchetts: cori
- Phil Spector: produzione e arrangiamento

## Cover
- La canzone è stata interpretata dai Toad the Wet Sprocket, da Paul Weller, dai Duran Duran, dagli U2, dai Beat Crusaders, dai Tokio Hotel, da John Hiatt, dai The Adolescents, da Vida Blue, dai The Rascals, dai Midnight Oil, dai Voodoo Loons, e dai Gomez.

## Citazioni
- Il titolo del celebre romanzo di Stephen King The Shining deriva da una frase del testo del brano, We all shine on....[senza fonte]
- Il quarto episodio della sesta stagione del telefilm Dottor House si intitola Instant Karma. Il titolo deriva dal fatto che il padre di una bambina in fin di vita crede che la causa del suo male sia il suo cattivo "karma".
- Nel brano God Part II presente sull'album Rattle and Hum, gli U2 fanno riferimento alla canzone con i versi: «Don't believe in Goldman / His type like a curse / Instant karma's going to get him / If I don't get him first», minaccioso monito rivolto al critico Albert Goldman, responsabile di aver scritto una velenosa biografia di John Lennon uscita nel 1988.
- Nella canzone I've Seen All Good People degli Yes viene citata Instant Karma!